# أمفيفيسين
أمفيفيسين هو بروتين يشفر لدى البشر بواسطة الجين AMPH.

## الوظيفة
يشفر هذا الجين بروتينا له صلة بالسطح السيتوبلازمي للحويصلات المشبكية. مجموعة جزئية من المرضى بمتلازمة الشخص المتيبس والذين تأثرو كذلك بسرطان الثدي موجبو المناعة الذاتية الضدية ضد هذا البروتين. يُنتِج وصل بديل لهذا الجين نسختين متغايرتين تشفران نظرين مختلفين. وُصِفت نسخ وصل بديل متغايرة إضافية لكن طول تسلسلاتها الكامل لم يُحدد بعد.
أمفيفيسين هو بروتين متواجد بكثرة في الدماغ مع نهاية أمينية تتآثر مع الليبيد، نطاق BAR للمثنوية والارتباط بالغشاء، كلاثرين ونطاق ارتباط بالموائم ونطاق SH3 بالنهاية الكربوكسيلية. في الدماغ، يُعتقد أن وظيفته الأساسية هي توظيف الدينامين في مواقع الإدخال الخلوي المتوسَّطَة بالكلاثرين. توجد نسختان من الأمفيفيسين لدى الثدييات مع بنية إجمالية متماثلة. يُعبر عن هيئة توصيل بديل شائعة من الأمفيفيسين 2 (BIN1) لا تحتوي على تآثرات الكلاثرين أو الموائم بشكل كبير في النسيج العضلي ولها دور في تكوين واستقرار شبكة النبيب المستعرض. في أنسجة أخرى للأمفيفيسين على الأرجح دور في أحداث أخرى خاصة بالارتباط بالغشاء واستقرار انحناءاته.

## تآثرات
تم إظهار أن الأمفيفيسين يتآثر مع DNM1، فوسفوليباز D1،‏ CDK5R1،‏ PLD2،‏ CABIN1، وSH3GL2.